# Тендовагинит
Тендовагини́т (лат. tendovaginitis; от лат. tendo — сухожилие, vagina — влагалище и суффикса -itis, обозначающего воспалительный процесс) — воспаление внутренней (синовиальной) оболочки фиброзного влагалища сухожилия мышцы.

## Этиология
Самостоятельные асептические тендовагиниты (так называемые профессиональные тендовагиниты) возникают вследствие продолжительной микротравматизации и перенапряжения влагалищ сухожилий у работников определённых профессий (грузчики, машинисты, пианисты, рабочие тяжёлой промышленности и другие), которые на протяжении длительного времени выполняют однотипные движения с участием ограниченной группы мышц; подобные тендовагиниты могут развиться у представителей некоторых видов спорта (лыжники, конькобежцы) при перетренировке. Причиной возникновения неспецифических тендовагинитов является распространение воспалительного процесса на синовиальное влагалище сухожилия с гнойного очага, в качестве которого может выступать остеомиелит, гнойный артрит, панариций. Специфические тендовагиниты развиваются при некоторых инфекционных заболеваниях (гонорея, бруцеллёз, туберкулёз), при этом чаще наблюдается гематогенное распространение возбудителей. Ревматические болезни (ревматоидный артрит, ревматизм, системная склеродермия, болезнь Бехтерева, синдром Рейтера) также могут вызывать развитие тендовагинитов вследствие реактивного воспаления токсического характера.

## Классификация

### По этиологии
1. Инфекционные:
  1. неспецифический;
  2. специфический.
2. Асептический:
  1. профессиональный;
  2. реактивный.

### По характеру воспалительного процесса
- серозный
- серозно-фибринозный
- гнойный.

### По клиническим признакам
- острый
- хронический[1]

## Клиническая картина
Клиническая картина тендовагинита зависит от его формы.

### Острый неспецифический тендовагинит
Характерно острое начало и стремительное появление болезненной припухлости в месте расположения поражённых влагалищ сухожилий. Наиболее часто острый тендовагинит наблюдается в сухожильных влагалищах на тыльной поверхности кистей и стоп, реже — в синовиальных влагалищах пальцев кисти и во влагалищах сухожилий сгибателей пальцев кисти. Происходит распространение отёка и болезненной припухлости со стопы на голень и с кисти на предплечье, что также сопровождается ограничением движений, в некоторых случаях может развиться сгибательная контрактура пальцев. В тех случаях, когда воспаление носит гнойный характер, отмечается быстрый подъём температуры тела, появление ознобов и развивитие регионарного лимфаденита и лимфангиита. Гнойный тендовагинит чаще локализуется в области влагалищ сухожилий сгибателей кисти.

### Острый асептический (крепитирующий) тендовагинит
Характерно поражение синовиальных влагалищ, расположенных на тыльной поверхности кисти, реже — стопы, в некоторых случаях — межбугоркового синовиального влагалища двуглавой мышцы плеча. Начинается заболевание остро: быстро появляется припухлость в области поражённого сухожилия, при пальпации которой ощущается крепитация. Отмечается ограничение движений пальца, а также болезненность при движении. Острый асептический тендовагинит может переходить в хроническую форму заболевания.

### Хронический тендовагинит
Наиболее часто наблюдается во влагалищах сухожилий сгибателей и разгибателей пальцев в области их удерживателей. Чаще всего встречается клиника хронического тендовагинита общего синовиального влагалища сгибателей пальцев, которое располагается в канале запястья, — так называемый синдром запястного канала. В этом случае определяется опухолевидное болезненное образование вытянутой формы в области канала запястья, которое имеет эластическую консистенцию, часто принимает форму песочных часов и несколько смещается при движениях. Иногда можно пропальпировать плотные образования («рисовые тела») или определить флюктуацию. Характерно ограничение движений сухожилий.
Своеобразной особо выделяемой формой хронического тендовагинита является так называемый стенозирующий тендовагинит, или тендовагинит де Кервена.

### Туберкулёзный тендовагинит
Клинически характеризуется образованием «рисовых тел» по ходу расширений влагалищ сухожилий, которые можно определить пальпаторно.

## Дифференциальный диагноз
- Контрактура Дюпюитрена
- Острый артрит
- Остеомиелит

## Прогноз
При своевременном и адекватном лечении для заболевания характерен благоприятный прогноз. Между тем, в случае гнойного тендовагинита иногда могут оставаться стойкие нарушения функции вовлечённой в патологический процесс кисти или стопы.